# Feldtheorie (Physik)
Der Begriff Feldtheorie wird zusammenfassend für die Lehre von den physikalischen Feldern benutzt, also für die klassische Feldtheorie (Potential- und Vektorfelder) und die Quantenfeldtheorie.
Die Feldtheorien haben sich aus der um 1800 entstandenen Potentialtheorie des Erdschwerefeldes entwickelt und sind die mathematische Grundlage für die Beschreibung all jener physikalischen Effekte, die durch Kräfte bzw. Wechselwirkungen hervorgerufen werden. Als solche sind sie ein zentraler Bestandteil der theoretischen Physik, der Geophysik und auch anderer Geowissenschaften.
Man unterscheidet Skalar-, Vektor- und Tensorfelder: Ein Skalarfeld ordnet jedem Raumpunkt einen Skalar zu, also eine reelle Zahl wie etwa die Temperatur oder das elektrische Potential. Dagegen ordnet ein Vektorfeld jedem Raumpunkt einen Vektor zu, wie etwa beim elektrischen Feld oder dem Geschwindigkeitsfeld einer Strömung. Tensorfelder sind Gegenstand der Kontinuumsmechanik und Allgemeinen Relativitätstheorie. In Quantenfeldtheorien sind die Felder quantisiert.
Zwischen den einzelnen Feldarten existieren diverse Querbeziehungen. Beispielsweise gibt es Kraft-, d. h. Vektorfelder, deren einzelne Vektoren sich aus einem zugrunde liegenden Skalarfeld (dem Skalarpotential) durch Ableitung nach dem Ort ergeben, z. B. das Gravitationsfeld als Ableitung (Gradient) des Gravitationspotentials, das Schwerefeld als Ableitung des Schwerepotentials, das elektrische Feld als Ableitung des elektrischen Potentials usw. Umgekehrt können aus bestimmten Vektorfeldern mittels des Divergenzoperators wieder Skalarfelder abgeleitet werden oder mit dem Rotationsoperator aus bestimmten Vektorpotentialen andere Vektorfelder, etwa die magnetische Flussdichte.

## Klassische Feldtheorien
Die klassischen Feldtheorien entstanden im 19. Jahrhundert und berücksichtigen daher noch nicht die erst aus der Quantenphysik bekannten Effekte. Die bekanntesten klassischen Theorien sind die Potentialtheorie – entstanden um 1800 aus der Erforschung von Erdfigur und Erdschwerefeld – und die Elektrodynamik, die von Maxwell um 1850 entwickelt wurde. Auch die Gravitation im Rahmen der allgemeinen Relativitätstheorie ist eine klassische Feldtheorie. Kräfte wirken hierbei kontinuierlich.
Historisch wurden zunächst zwei Hypothesen über Felder aufgestellt: die Nahwirkungshypothese und die Fernwirkungshypothese. In der Nahwirkungshypothese wird angenommen, dass sowohl die an der Wechselwirkung beteiligten Körper als auch das beteiligte Feld eine Energie besitzen, hingegen in der Fernwirkungstheorie nur die beteiligten Körper. Zudem würden sich gemäß der Fernwirkungshypothese Störungen instantan, d. h. unendlich schnell ausbreiten. Diese Diskussion ging von Isaac Newton, Pierre-Simon Laplace und Michael Faraday aus. Die beiden Möglichkeiten lassen sich bei statischen oder nur langsam veränderlichen Feldern nicht experimentell unterscheiden. Daher konnte die Frage erst durch Heinrich Hertz’ Entdeckung elektromagnetischer Wellen zugunsten der Nahwirkung entschieden werden: Elektromagnetische Wellen können sich nämlich nur dann ausbreiten, wenn das Feld selbst über eine Energie verfügt.
Man unterscheidet zudem zwischen relativistischen und nichtrelativistischen Feldtheorien.

## Formalismus
Alle Feldtheorien können mit mathematischen Formeln der Lagrangedichten beschrieben werden. Diese erweitern den Lagrange-Formalismus der Mechanik. Ist für eine Feldtheorie eine Lagrange-Dichte {\displaystyle {\mathcal {L}}={\mathcal {L}}(\phi _{i},\partial \phi _{i})} bekannt, dann führt eine Variation der Wirkung
{\displaystyle S=\int \mathrm {d} ^{n}x{\mathcal {L}}(\phi _{i},\partial \phi _{i})}
analog zum Vorgehen in der klassischen Mechanik (einschließlich partieller Integration) auf die Euler-Lagrange-Gleichung der Feldtheorie:
{\displaystyle {\frac {\partial {\mathcal {L}}}{\partial \phi _{i}}}-{\partial _{\mu }}{\frac {\partial {\mathcal {L}}}{\partial (\partial _{\mu }\phi _{i})}}=0\quad i=0,1,\dotsc }
Diese Gleichungen bilden ein System von Differentialgleichungen, die das Verhalten der Felder eindeutig festlegen. Daher bezeichnet man sie auch als Bewegungsgleichungen einer Feldtheorie. Um ein bestimmtes physikalisches System zu beschreiben, ist es notwendig, die Randbedingungen geeignet festzulegen. Viele physikalische Probleme sind jedoch derart komplex, dass eine allgemeine Lösung des Problems unmöglich oder nur über numerische Verfahren zugänglich ist. Dennoch ermöglichen die Lagrangedichten in der Feldtheorie eine systematische Untersuchung von Symmetrien und Erhaltungsgrößen.

## Die Bewegungsgleichung für Felder
So, wie man die Lagrangegleichungen 2. Art aus dem Hamiltonschen Prinzip erhält, kann man die Lagrangegleichungen für Felder aus dem Hamiltonschen Prinzip für Felder erhalten.
Dazu variiert man das Feld
{\displaystyle \phi (x,t)\rightarrow \phi (x,t)+\delta \phi (x,t),}
womit auch die räumliche und zeitliche Ableitungen variiert werden, zu:
{\displaystyle {\frac {\partial \phi }{\partial x}}\rightarrow {\frac {\partial \phi }{\partial x}}+\delta {\frac {\partial \phi }{\partial x}}={\frac {\partial \phi }{\partial x}}+{\frac {\partial }{\partial x}}\delta \phi }
{\displaystyle {\frac {\partial \phi }{\partial t}}\rightarrow {\frac {\partial \phi }{\partial t}}+{\frac {\partial }{\partial t}}\delta \phi }
Wie bei der Herleitung der Lagrangegleichungen 2. Art schreibt man das Integral in erster Ordnung mit:
{\displaystyle \delta \int \mathrm {d} t\int \mathrm {d} x\,{\mathcal {L}}}
{\displaystyle =\int \mathrm {d} t\int \mathrm {d} x\left[{\mathcal {L}}\left(\phi +\delta \phi ,{\frac {\partial \phi }{\partial t}}+{\frac {\partial }{\partial t}}\delta \phi ,{\frac {\partial \phi }{\partial x}}+{\frac {\partial }{\partial x}}\delta \phi ,t\right)-{\mathcal {L}}\left(\phi ,{\frac {\partial \phi }{\partial t}},{\frac {\partial \phi }{\partial x}},t\right)\right]}
{\displaystyle =\int \mathrm {d} t\int \mathrm {d} x\left[{\frac {\partial {\mathcal {L}}}{\partial \phi }}\delta \phi +{\frac {\partial {\mathcal {L}}}{\partial {\frac {\partial \phi }{\partial t}}}}{\frac {\partial }{\partial t}}\delta \phi +{\frac {\partial {\mathcal {L}}}{\partial {\frac {\partial \phi }{\partial x}}}}{\frac {\partial }{\partial x}}\delta \phi \right]}
Nun führt man in den räumlichen und zeitlichen Integralen eine partielle Integration aus, sodass die Ableitungen von den Variationstermen abgewälzt werden. Für die zeitliche Integration gilt demnach
{\displaystyle \int _{t_{1}}^{t_{2}}\mathrm {d} t\int \mathrm {d} x{\frac {\partial {\mathcal {L}}}{\partial {\frac {\partial \phi }{\partial t}}}}{\frac {\partial }{\partial t}}\delta \phi =\left[\int \mathrm {d} x{\frac {\partial {\mathcal {L}}}{\partial {\frac {\partial \phi }{\partial t}}}}\delta \phi \right]_{t_{1}}^{t_{2}}-\int \mathrm {d} t\int \mathrm {d} x{\frac {\mathrm {d} }{\mathrm {d} t}}{\frac {\partial {\mathcal {L}}}{\partial {\frac {\partial \phi }{\partial t}}}}\delta \phi .}
Hierbei wird benutzt, dass
{\displaystyle \delta \phi (x,t_{1})=\delta \phi (x,t_{2})=0}
gilt, weil Anfangs- und Endpunkt festgehalten werden. Daher gilt für die Randterme:
{\displaystyle \left[\int \mathrm {d} x{\frac {\partial {\mathcal {L}}}{\partial {\frac {\partial \phi }{\partial t}}}}\delta \phi \right]_{t_{1}}^{t_{2}}=0}
Mit der räumlichen Ableitung verfährt man analog, wobei die Randterme verschwinden, weil die Felder in großer Entfernung gegen Null gehen (z. B. wenn die Lagrange-Dichte ein Teilchen beschreibt) oder sie im Falle einer schwingenden Saite an den Enden fest sind; d. h., dass in diesen Punkten die Auslenkung, die durch {\displaystyle \phi (x,t)} beschrieben wird, verschwindet.
Damit resultiert schließlich
{\displaystyle \delta \int \mathrm {d} t\int \mathrm {d} x\,{\mathcal {L}}=\int \mathrm {d} t\int \mathrm {d} x\left[{\frac {\partial {\mathcal {L}}}{\partial \phi }}-{\frac {\mathrm {d} }{\mathrm {d} t}}{\frac {\partial {\mathcal {L}}}{\partial {\frac {\partial \phi }{\partial t}}}}-{\frac {\mathrm {d} }{\mathrm {d} x}}{\frac {\partial {\mathcal {L}}}{\partial {\frac {\partial \phi }{\partial x}}}}\right]\delta \phi .}
Da nun {\displaystyle \delta \phi } als Faktor des gesamten Integrals auftritt und beliebig ist, kann das Integral nach dem Variationsprinzip nur dann verschwinden, wenn der Integrand selbst verschwindet. Es gilt also:
{\displaystyle {\frac {\partial {\mathcal {L}}}{\partial \phi }}-{\frac {\mathrm {d} }{\mathrm {d} t}}{\frac {\partial {\mathcal {L}}}{\partial {\frac {\partial \phi }{\partial t}}}}-{\frac {\mathrm {d} }{\mathrm {d} x}}{\frac {\partial {\mathcal {L}}}{\partial {\frac {\partial \phi }{\partial x}}}}=0}
Im dreidimensionalen Fall kommen einfach die Terme für y und z hinzu. Die vollständige Bewegungsgleichung lautet demnach
{\displaystyle {\frac {\partial {\mathcal {L}}}{\partial \phi }}-{\frac {\mathrm {d} }{\mathrm {d} t}}{\frac {\partial {\mathcal {L}}}{\partial {\frac {\partial \phi }{\partial t}}}}-\sum _{i=1}^{3}{\frac {\mathrm {d} }{\mathrm {d} x_{i}}}{\frac {\partial {\mathcal {L}}}{\partial {\frac {\partial \phi }{\partial x_{i}}}}}=0,}
oder in obiger Darstellung und in der Verallgemeinerung für {\displaystyle N} Skalarfelder {\displaystyle \Phi _{i}}
{\displaystyle {\frac {\partial {\mathcal {L}}}{\partial \phi _{i}}}-{\partial _{\mu }}{\frac {\partial {\mathcal {L}}}{\partial \partial _{\mu }\phi _{i}}}=0,\quad i=1,\dots ,N.}

## Feldtypen
In der Feldtheorie wird zwischen Quellenfeldern und Wirbelfeldern unterschieden. Quellenfelder besitzen als Ursache Quellen und Senken, auf denen ihre Feldlinien entspringen und enden. Wirbelfelder besitzen als Ursache sogenannte Wirbel, um die sich ihre Feldlinien in geschlossener Form zusammenziehen, obwohl eine solch anschauliche Form des Wirbelfelds keineswegs zwingend notwendig ist: Es genügt, wenn das Umlaufintegral längs eines beliebigen in sich geschlossenen Weges innerhalb des Felds wenigstens einmal einen von Null verschiedenen Wert liefert (s. u.), zum Beispiel in sogenannten laminaren Strömungen.
| Quellenfeld |
| --- |
| {\displaystyle \exists A:\oint _{A}{\vec {X}}\cdot \mathrm {d} {\vec {A}}\neq 0}                                                                                    |
| Es existiert wenigstens eine Hüllfläche A, für die das geschlossene Flächenintegral über {\displaystyle {\vec {X}}\cdot \mathrm {d} {\vec {A}}} nicht verschwindet. |
| Quellenfreies Feld |
| {\displaystyle \forall A:\oint _{A}{\vec {X}}\cdot \mathrm {d} {\vec {A}}=0}                                                                                        |
| Es existiert keine Hüllfläche A, für die das geschlossene Flächenintegral über {\displaystyle {\vec {X}}\cdot \mathrm {d} {\vec {A}}} nicht verschwindet.           |